# Kajakarstwo na Letnich Igrzyskach Olimpijskich 2008 – C-1 500 m mężczyzn
C-1 500 metrów mężczyzn to jedna z konkurencji w kajakarstwie klasycznym rozgrywanych podczas Letnich Igrzysk Olimpijskich 2008. Kajakarze rywalizowali między 19 a 23 sierpnia na torze Park Olimpijski Shunyi w Pekinie.

## Terminarz
Wszystkie godziny są podane w czasie pekińskim (UTC+08:00)
| Data             | Godzina |            |
| ---------------- | ------- | ---------- |
| 19 sierpnia 2008 | 16:10   | Eliminacje |
| 21 sierpnia 2008 | 16:00   | Półfinały  |
| 23 sierpnia 2008 | 15:45   | Finał      |

## Wyniki

### Eliminacje
Zwycięzcy z każdego z biegów eliminacyjnych awansowali do finału. Zawodnicy z miejsc 2 - 7 awansowali do półfinałów. Pozostali zawodnicy zostali wyeliminowani.
Bieg 1
| Pozycja | Zawodnik                 | Czas     | Uwagi |
| ------- | ------------------------ | -------- | ----- |
| 1.      | David Cal                | 1:48,095 | QF    |
| 2.      | Florin Georgian Mironcic | 1:48,608 | QSF   |
| 3.      | Jurij Czeban             | 1:49,454 | QSF   |
| 4.      | Attila Vajda             | 1:49,942 | QSF   |
| 5.      | Aldo Pruna Díaz          | 1:51,111 | QSF   |
| 6.      | Nivalter Jesus           | 1:51,363 | QSF   |
| 7.      | Torsten Lachmann         | 2:00,594 | QSF   |
| 8.      | Fortunato Luis Pacavira  | 2:13,265 |       |

Bieg 2
| Pozycja | Zawodnik             | Czas     | Uwagi |
| ------- | -------------------- | -------- | ----- |
| 1.      | Aliaksandr Zhukouski | 1:48,669 | QF    |
| 2.      | Mark Oldershaw       | 1:48,817 | QSF   |
| 3.      | Mathieu Goubel       | 1:49,527 | QSF   |
| 4.      | Andreas Dittmer      | 1:53,222 | QSF   |
| 5.      | Michaił Jemieljanov  | 1:54,832 | QSF   |
| 6.      | Marián Ostrčil       | 1:55,911 | QSF   |
| 7.      | Calvin Mokoto        | 2:03,372 | QSF   |

Bieg 3
| Pozycja | Zawodnik             | Czas     | Uwagi |
| ------- | -------------------- | -------- | ----- |
| 1.      | Maksim Opalew        | 1:47,849 | QF    |
| 2.      | Li Qiang             | 1:49,164 | QSF   |
| 3.      | Paweł Baraszkiewicz  | 1:50,463 | QSF   |
| 4.      | Vadim Menkov         | 1:52,793 | QSF   |
| 5.      | Andreas Kilingaridis | 1:54,541 | QSF   |
| 6.      | Miķelis Ežmalis      | 1:54,890 | QSF   |
| 7.      | Sean Pangelinan      | 2:12,696 | QSF   |

## Półfinały
Trzech pierwszych zawodników z każdego półfinału awansowało do finału.
Półfinał 1
| Pozycja | Zawodnik        | Czas     | Uwagi |
| ------- | --------------- | -------- | ----- |
| 1.      | Jurij Czeban    | 1:51,507 | QF    |
| 2.      | Mathieu Goubel  | 1:52,239 | QF    |
| 3.      | Li Qiang        | 1:52,887 | QF    |
| 4.      | Andreas Dittmer | 1:53,182 |       |
| 5.      | Aldo Pruna Díaz | 1:53,809 |       |
| 6.      | Vadim Menkov    | 1:55,610 |       |
| 7.      | Nivalter Jesus  | 1:56,139 |       |
| 8.      | Marián Ostrčil  | 1:58,401 |       |
| 9.      | Sean Pangelinan | 2:17,940 |       |

Półfinał 2
| Pozycja | Zawodnik                 | Czas     | Uwagi |
| ------- | ------------------------ | -------- | ----- |
| 1.      | Attila Vajda             | 1:51,029 | QF    |
| 2.      | Florin Georgian Mironcic | 1:51,535 | QF    |
| 3.      | Paweł Baraszkiewicz      | 1:51,744 | QF    |
| 4.      | Mark Oldershaw           | 1:52,649 |       |
| 5.      | Andreas Kilingaridis     | 1:56,310 |       |
| 6.      | Miķelis Ežmalis          | 1:56,907 |       |
| 7.      | Torsten Lachmann         | 1:59,119 |       |
| 8.      | Michaił Jemieljanov      | 2:06,908 |       |
| 9.      | Calvin Mokoto            | 2:12,226 |       |

## Finał
| Pozycja | Zawodnik                 | Czas     | Uwagi |
| ------- | ------------------------ | -------- | ----- |
| złoto   | Maksim Opalew            | 1:47,140 |       |
| srebro  | David Cal                | 1:48,397 |       |
| brąz    | Jurij Czeban             | 1:48,766 |       |
| 4.      | Mathieu Goubel           | 1:49,056 |       |
| 5.      | Aliaksandr Zhukouski     | 1:49,092 |       |
| 6.      | Li Qiang                 | 1:49,287 |       |
| 7.      | Florin Georgian Mironcic | 1:49,861 |       |
| 8.      | Paweł Baraszkiewicz      | 1:50,048 |       |
| 9.      | Attila Vajda             | 1:50,156 |       |